# Maciejew
Maciejew is een plaats in het Poolse district  Krotoszyński, woiwodschap Groot-Polen. De plaats maakt deel uit van de gemeente Rozdrażew en telt 320 inwoners.